# Selenio negli alimenti
Il selenio è presente negli alimenti in quantità che variano a seconda della disponibilità dell'elemento nel terreno.
È un elemento importante per i mammiferi in quanto, formando selenoamminoacidi, fa parte del sito attivo di alcuni importanti enzimi (ad esempio la glutatione ossidasi) e inibisce gli effetti tossici dei metalli pesanti. Il suo ruolo come nutriente essenziale è stato scoperto negli anni 1950. Tuttavia un'assunzione eccessiva e prolungata di alimenti contenenti selenio può provocare disturbi come la perdita di unghie e capelli, danneggiare il sistema nervoso e, nei casi più acuti, anche disturbi respiratori gravi, infarto del miocardio e insufficienza cardiaca.
L'assunzione quotidiana normale negli adulti varia tra 20 e 300 µg/die. Studi basati sulla saturazione dell'attività dell'enzima glutatione perossidasi suggeriscono che il bisogno medio potrebbe essere di circa 55 µg/die. La massima assunzione suggerita è di 450 µg/die.

## Speciazione
Nelle piante il selenio si trova in diverse forme:
- composti inorganici: seleniti e selenati
- composti organici
  - selenoproteine
  - selenoamminoacidi: selenometionina, selenocisteina, selenocistina
  - altre molecole organiche: metilselenolo, dimetil- e dietilselenuro, dimetilselenossido, selenoglutatione

## Presenza negli alimenti
In linea generale il selenio è maggiormente presente in alimenti che contengono proteine. Quindi frutta e verdura ne contengono in basse concentrazioni, fanno eccezione quelle piante che contengono composti solforati in quantità relativamente elevate, poiché lo zolfo può essere sostituito dal selenio per formare i selenoderivati corrispondenti. Carne, pesce e uova ne contengono in ragione di 46,8 - 274 µg per 100g di prodotto e costituiscono l'apporto maggiore di selenio in una dieta. È presente nel latte e nei prodotti caseari, il latte umano ne contiene di più rispetto a quello di vacca.
È comunque da tenere presente che con la cottura si perde una parte del selenio per formazione di composti volatili.

### Alimenti arricchiti
La carenza di selenio negli alimenti è un problema diffuso, per questo sono stati introdotti a partire dal 1985 in Finlandia dei concimi arricchiti con selenato di sodio. Altri metodi per arricchire le colture sono attraverso soluzioni acquose di sali spruzzate sulle piante o sui semi. Alcune piante possono accumulare grandi quantità di selenio senza manifestare tossicità. Questo è possibile con la formazione di composti volatili e di specie che impediscono al selenio di entrare a far parte delle proteine.
Sono stati preparati anche dei lieviti arricchiti con selenometionina.

## Selenio e tiroiditi autoimmuni
Sebbene le linee guida di pratica clinica per l'ipotiroidismo negli adulti non indichino un supplemento di selenio, secondo uno studio di 1 anno su 46 pazienti un supplemento di 80 µg/die di selenio rallenterebbe diversi marcatori di progressione della malattia. Secondo un altro studio, che ha confrontato l'assunzione di 100 e 200 µg/die di selenio combinato con levotiroxina in 88 pazienti donne per più di 9 mesi, l'assunzione di 200 µg/die risulterebbe più efficace.
Al 2013 non vi sono ancora prove sufficienti per sostenere o smentire in via definitiva l'efficacia dell'assunzione di selenio nelle tiroiditi autoimmuni.